# Krupp (virusinfektion)
Virusorsakad krupp, pseudokrupp eller falsk krupp (”laryngotrakeobronkit”) är en infektion i andningsvägarna som har uppkommit på grund av en virusinfektion i de övre luftvägarna, en sjukdom som drabbar barn eftersom de har trängre luftvägar. Infektionen leder till att insidan av halsen svullnar. Svullnaden stör normal andning. Kruppsymptomen är skrällhosta, stridor (väsande och pipande andningsljud) och heshet. Kruppsymptom kan vara lindriga, måttliga eller svåra, och förvärras ofta på natten. En enkel dos bestående av orala steroider kan behandla tillståndet. Ibland används adrenalin i svårare fall. Sjukhusvistelse krävs sällan.
Falsk krupp diagnosticeras utifrån tecken och symptom, sedan mer akuta och allvarligare sjukdomar har uteslutits (t.ex. epiglottit eller en främmande kropp i luftvägarna). Ytterligare undersökningar – till exempel blodprover, röntgenundersökningar och odlingar – är för det mesta inte nödvändiga. Krupp är ett vanligt tillstånd, vilket förekommer i cirka 15 % hos barn, vanligtvis i åldern 6 månader till fem eller sex år. Tonåringar och vuxna får sällan falsk krupp.

## Tecken och symptom
|  |
|  |

Kruppsymptom inkluderar "skrällande hosta" hosta, stridor (ett väsande och pipande ljud vanligt vid inandning), heshet, och svårigheter att andas, vilket vanligtvis förvärras på natten.  Den "skrällande" hostan beskrivs ofta som motsvarande skriet från en säl eller ett sjölejon. Gråt kan förvärra väsandet, eftersom det ofta får luftvägarna att dra ihop sig. När kruppen förvärras, kan de väsande ljuden avta. 
Andra symptom inkluderar feber, coryza (symptom som är typiska för en vanlig förkylning), såväl som indragning av huden mellan revbenen. Dreglande eller ett sjukt uppträdande vittnar i vanliga fall om andra medicinska tillstånd.

## Orsaker
Krupp anses vanligtvis bero på en virusinfektion. En del människor använder begreppet för att inkludera uttalad laryngotrakeit, spasmodisk krupp, larynxdifteri (äkta krupp), bakteriell trakeit, laryngotrakeobronkit och laryngotrakeobronkopneumonit. De första två tillstånden inbegriper ett virus och har mildare symptom, medan de fyra sista tillstånden beror på en bakterie och är vanligtvis mer allvarliga.

### Viral
I 75 % av fallen parainfluensavirus, huvudsakligen typ 1 och 2, är viruset ansvarigt för kruppen. Ibland kan andra virus vara orsaken till krupp, dessa inkluderar influensa A och B, mässling, adenovirus och respiratoriskt syncytialvirus (RSV). Spasmodisk krupp (krupp med skrällande hosta) hänförs till samma grupp av virus som akut laryngotrakeit, men har inte de vanliga tecknen på infektion (till exempel feber, halsont och ökat totalt antal leukocyter i blodet). Behandling samt reaktion på behandling är likartad.

### Bakteriell
Bakteriell krupp kan delas in i larynxdifteri, bakteriell trakeit, laryngotrakeobronkit och laryngotrakeobronkopneumonit.  Larynxdifteri beror på ”korynebakteriedifteri” medan bakteriell trakeit, laryngotrakeobronkit och laryngotrakeobronkopneumonit beror på ett initialvirus följt av en bakterieinfektion.  De vanligaste bakterier som detta berör är staphylococcus aureus, streptococcus pneumoniae, moraxella catarrhalis.

## Patofysiologi
Virusinfektionen leder till att struphuvudet svullnar, trachea, såväl som de stora luftvägarna med leukocyter. Svullnaden kan göra det svårt att andas.

## Diagnos
| Symptom            | Antal poäng detta symptom ger | Antal poäng detta symptom ger | Antal poäng detta symptom ger | Antal poäng detta symptom ger | Antal poäng detta symptom ger | Antal poäng detta symptom ger |
| Symptom            | 0                             | 1                             | 2                             | 3                             | 4                             | 5                             |
| ------------------ | ----------------------------- | ----------------------------- | ----------------------------- | ----------------------------- | ----------------------------- | ----------------------------- |
| Indragen bröstkorg | Ingen                         | Viss                          | Måttligt                      | Kraftigt                      |                               |                               |
| Stridor            | Ingen                         | Vid gråt                      | Vid vila                      |                               |                               |                               |
| Cyanos             | Ingen                         |                               |                               |                               | Vid gråt                      | Vid vila                      |
| Medvetande- grad   | Normal                        |                               |                               |                               |                               | Förvirrad                     |
| Luftintag          | Normal                        | Minskad                       | Avsevärt minskad              |                               |                               |                               |

Krupp diagnostiseras utifrån tecken och symptom.  Det första steget är att utesluta andra tillstånd som kan blockera de övre luftvägarna, framför allt epiglottit, föremål i luftvägarna, subglottisk stenos, angiödem, retrofaryngeal abscess och bakteriell trakeit.
En röntgen av nacken utförs inte rutinmässigt, men om det görs kan det visa att luftstrupen har dragit ihop sig på ett avsmalnande sätt, som på röntgenbilderna kan påminna om ett kyrktorn. I hälften av fallen syns inte den här avsmalningen.
Blodprover och virusodlingar (virusprover) kan irritera luftvägarna onödigt mycket. I stället går det att använda virusodlingar, vilka erhållits via nasofaryngeal aspiration (ett tillvägagångssätt, där ett rör suger ut slem ur näsan), för att bekräfta exakt orsak. Dessa odlingar är vanligtvis förbehållna forskare. Om en person inte förbättras genom standardbehandling går det att ta flera prover för att kontrollera bakterier.
Allvarlighetsgrad
Det vanligaste sättet att klassificera allvarlighetsgraden hos krupp är att använda s.k. Westleypoäng. Detta prov används i forskningssyfte snarare än i klinisk praxis. Tillståndet ges poäng efter fem faktorer: medvetandegrad, cyanos, stridor, luftintag och indragningar. De poäng som tilldelas varje faktor anges i tabellen till höger, och den sammanräknade poängen ligger i intervallet 0 till 17.
- En poängsumma ≤ 2 indikerar ”mild” krupp. Patienten kan ha skällande host och vara hes, men uppvisar inte stridor (pipljud) i vila.[5]
- En poängsumma mellan 3 och 5 klassificeras som ”måttlig” krupp. Patienten har pipande andning, men få övriga symptom.[5]
- En poängsumma mellan 6 och 11 är ”allvarlig” krupp. Patienten har tydlig stridor, men också indragen bröstkorg.[5]
- En poängsumma ≥ 12 betyder att patienten kan drabbas av andningssvikt. I det här stadiet är det inte säkert att patienten uppvisar pipljud vid andning och skällande hosta.[5]

85 % av barn som förs till akutavdelningen har den lindrigare varianten av sjukdomen. Allvarlig krupp är sällsynt (<1 %).

## Förebyggande
Immunisering (vacciner) för influensa och difteri kan förebygga krupp.

## Behandling
Barn med krupp ska hållas så lugna som möjligt. Steroider administreras rutinmässigt, medan epinefrin används i allvarliga fall. Barn med syrgasmättnader (andelen syre i blodet) under 92 % ska erhålla syre,, och personer med allvarlig krupp kan läggas in på sjukhus för observation. Om det krävs syre, rekommenderas administration via ”inblåsning” (en syrgaskälla hålls intill barnets ansikte), eftersom detta kräver mindre agitation än användning av syrgasmask. Med behandling kräver mindre än 0,2 % av befolkningen endotrakeal intubation(ett rör placeras i luftvägarna).

### Steroider
Kortikosteroider, till exempel dexametason och budesonid, kan användas för att behandla krupp.  En avsevärd förbättring kan ses så snart som sex timmar efter administration.  Även om dessa läkemedel fungerar när de administreras oralt (via munnen), parenteralt (via injicering), eller via inandning, är den orala vägen att föredra.  En enda dos är allt vad som krävs i vanliga fall, och anses i allmänhet vara säkert. Dexametason i doser motsvarande  0,15, 0,3 och 0,6 mg/kg ser ut att ha lika god effekt.

### Epinefrin
Måttlig till allvarlig krupp kan avhjälpas med finfördelad epinefrin(en inhalerad lösning som vidgar luftvägarna). Även om epinefrin i vanliga fall reducerar kruppens allvarlighetsgrad inom tio till trettio minuter, varar fördelarna endast cirka två timmar. Om tillståndet förblir förbättrat under två till fyra timmar efter behandling och det inte uppstår några andra komplikationer, kan barnet i vanliga fall lämna sjukhuset.

### Övrigt
Andra kruppbehandlingar har studerats, men det föreligger inte tillräckligt med belägg för att stödja deras användning. Att andas in het ånga eller fuktig luft är traditionell egenvård, men kliniska studier har inte kunnat påvisa dess effektivitet,  därför tillämpas dessa sällan idag.  Även om inandning av heliox (en blandning av helium och syre) för att minska mödosam andning har använts i det förgångna, finns det mycket få belägg som stödjer dess användning.  Eftersom krupp vanligtvis är en virussjukdom, används inte antibiotika, om man inte dessutom misstänker bakterier. Antibiotika vankomycin och cefotaxim rekommenderas för bakterieinfektioner. I allvarliga fall av influensa A eller B, kan antivirala neuraminidasinhibitorer administreras.

## Prognos
Viruskrupp är i vanliga fall en kortfristig sjukdom. Krupp leder sällan till döden på grund av andningssvikt och/eller hjärtstillestånd.  Symptomen förbättras vanligtvis inom två dagar, men kan bestå i upp till sju dagar. Andra ovanliga komplikationer inkluderar bakteriell trakeit, lunginflammation och lungödem.

## Epidemiologi
Omkring 15 % av barn, vanligtvis i åldrarna sex månader upp till fem till sex år,  kommer att få krupp. Krupp står för cirka 5 % av sjukhusintagningarna av denna åldersgrupp. I sällsynta fall har barn från och med tre månader och upp till femton år krupp. Män drabbas dubbelt så många gånger som kvinnor, och krupp är vanligare på hösten.

## Historik
Ordet ”krupp” härstammar från tidig nyengelska där verbet "croup" betyder 'att gråta hest'. Begreppet användes för första gången för sjukdomen i Skottland och blev allmänt under 1900-talet. Difterisk krupp är känt sedan Homeros tid i Antikens Grekland. År 1826 gjorde Pierre Bretonneau skillnad mellan viruskrupp och krupp beroende på difteri. I Frankrike kallades viruskrupp för "falsk krupp", då "krupp" användes för en sjukdom som orsakats genom difteribakterier. Krupp på grund av difteri har så gott som utrotats tack vare utvecklingen av effektiv immunisering.